# يفون بروكيو
يفون بروكيو هو سياسي كندي، ولد في 25 أبريل 1944 في أسبستوس في كندا. نشط حزبياً في Ralliement créditiste du Québec ‏. وقد انتخب عضو الجمعية الوطنية في كيبك ‏.